# تل وردیات
تل وردیات یک منطقهٔ مسکونی در سوریه است که در منطقه الحسکه واقع شده‌است.